# Chitral
Chitral (Urdu: چترال) é uma cidade do Paquistão, capital do distrito de Chitral, localizada na província da Caiber Paquetuncuá.
Chitral está situada na margem oeste do rio Chitral e no pé do Tirich Mir, o pico mais elevado do Indocuche.